# Esteban Moctezuma Barragán
Esteban Moctezuma Barragán (Ciudad de México, 21 de octubre de 1954) es un político, economista, periodista y diplomático mexicano, miembro del partido político Morena. Es el embajador de México en Estados Unidos desde el 16 de febrero de 2021.
Desde sus inicios en la política en 1973 fue militante del Partido Revolucionario Institucional (PRI). Durante su militancia dentro de dicho partido llegó a ocupar diversos cargos como secretario de Gobernación y secretario de Desarrollo Social durante breves periodos de la administración de Ernesto Zedillo, senador y, por último, secretario general del partido hasta que en 2002, derivado a la pérdida a la presidencia en 2000, renunció a la política y se retiró del partido durante varios años.
Tras aquellos eventos se unió a Grupo Salinas donde se destacó como presidente ejecutivo de la Fundación Azteca.
En 2018 regresó a la política y renunció Fundación Azteca, militando ahora en Morena. Andrés Manuel López Obrador lo nombró secretario de Educación, cargo que ocupó desde 2018 hasta 2021. El 16 de diciembre de 2020 se anunció sería propuesto como embajador de México ante Estados Unidos. Fue ratificado por el pleno del Senado de la República el 16 de febrero de 2021.
Además, es columnista en los periódicos El Universal y El Economista.

## Biografía

### Primeros años y estudios
Es hijo de María Teresa Barragán Álvarez y del arquitecto Pedro Moctezuma Díaz Infante (1923-2011), quien junto con Francisco Eppens diseñaron el actual escudo nacional de México (1968), fue Premio Nacional de Arquitectura (1995), entre sus obras más representativas está la Torre de Pemex (1984).
Esteban Moctezuma Barragán es nieto del General Juan Barragán Rodríguez (1890-1974). Militar quien tomó las armas contra el golpista Victoriano Huerta, fue Jefe del Estado Mayor del Presidente Venustiano Carranza y Gobernador de San Luis Potosí. A su vez, el General Juan Barragán fue sobrino de Miguel Francisco Barragán y Ortiz de Zarate  un activo participante en las luchas por la independencia de México, quien fue gobernador de Veracruz (1824-1828) y presidente de México (1835-1836).
Es hermano de los académicos y políticos Pedro, Pablo (Jefe Delegacional de Azcapotzalco), Gonzalo, Andrés, Gerardo, Felipe y Javier Moctezuma Barragán.
Esteban Moctezuma Barragán es economista egresado de la Universidad Nacional Autónoma de México, y obtuvo la maestría en política económica en la Universidad de Cambridge.

### Militancia en el PRI
Ocupó varios cargos en la administración pública mexicana, pero empezó a destacar cuando se hizo cargo de la Coordinación General de la campaña a la presidencia de Ernesto Zedillo, en 1994. Cuando éste tomó posesión de la Presidencia, lo designó secretario de Gobernación, cargo que ocupó menos de un año, pues renunció (oficialmente, por motivos de salud). Regresó a la política en 1997, cuando fue elegido senador, y en 1998 volvió al gabinete como secretario de Desarrollo Social. Con esto último, muchos lo vieron como probable precandidato del PRI a la Presidencia de la República, aunque en el último momento decidió no postularse, sino se unió a la campaña de Francisco Labastida Ochoa, de quien ya había sido secretario particular cuando este último desempeñó el cargo de secretario de Energía, Minas e Industria Paraestatal, en el periodo de Miguel de la Madrid, y se convirtió en el coordinador general de su campaña presidencial, por lo que en 1999 renunció a la Secretaría de Desarrollo Social.[cita requerida]

### Fundación Azteca
Terminadas las elecciones del 2000 con la derrota de Labastida y el PRI, Moctezuma se retiró de la política, y a partir del 2002 se unió a Grupo Salinas, donde fue nombrado presidente de la Fundación Azteca.